# Jan (syn Ludwika VIII Lwa)
Jan (zm. 1232) – francuski książę, hrabia Andegawenii i Maine od 1226 roku do śmierci. 
Był ósmym dzieckiem (czwartym, które żyło w momencie śmierci ojca) i czwartym synem króla Francji Ludwika VIII Lwa. Jego braćmi byli m.in. król Ludwik IX Święty, Robert I d’Artois, Alfons z Poitiers i Karol I Andegaweński. W testamencie ojca z 1225 wyznaczono trzeciemu synowi jako apanaż Andegawenię i Maine, a czwartemu synowi – Owernię i Pikardię. Jan ostatecznie objął te pierwsze ziemie. Nie zaczął na nich realnie panować, gdyż zmarł w wieku 13 lat. W marcu 1226 roku został zaręczony z Jolantą bretońską, córką księcia Bretanii Piotra I Mauclerca. Małżeństwo nie doszło do skutku, a Jolanta wyszła ostatecznie za Hugona XI de Lusignan, hrabiego de La Marche.